# يوجين سوتشون
يوجين سوتشون (بالسلوفاكية: Eugen Suchoň)‏ (و. 1908 – 1993 م) هو ملحن، وتربوي من سلوفاكيا . ولد في بيزينوك.
توفي في براتيسلافا .

## أعمال بارزة
من أهم أعماله:
- Svätopluk
- Krútňava.

## جوائز
حصل على جوائز منها:
- Národní umělec (1958).

## روابط خارجية
- يوجين سوتشون على موقع IMDb (الإنجليزية)
- يوجين سوتشون على موقع ميوزك برينز (الإنجليزية)
- يوجين سوتشون على موقع ديسكوغز (الإنجليزية)
- يوجين سوتشون على موقع قاعدة بيانات الفيلم (الإنجليزية)